# Antikwariat
Antikwariat (russisch Антиквариат), offiziell das Zentralbüro für den Kauf und die Verwertung von Antiquitäten, war eine 1925 gegründete Abteilung des Volkskommissariats für Handel und Industrie (russisch: Народный комиссариат по делам торговли и промышленности) der Sowjetunion. Die Behörde hatte den Auftrag, enteignete Antiquitäten und Kunstwerke gegen Devisen in das Ausland zu verkaufen. Sie wechselte mehrfach ihren Namen und bestand bis 1937.

## Hintergrund

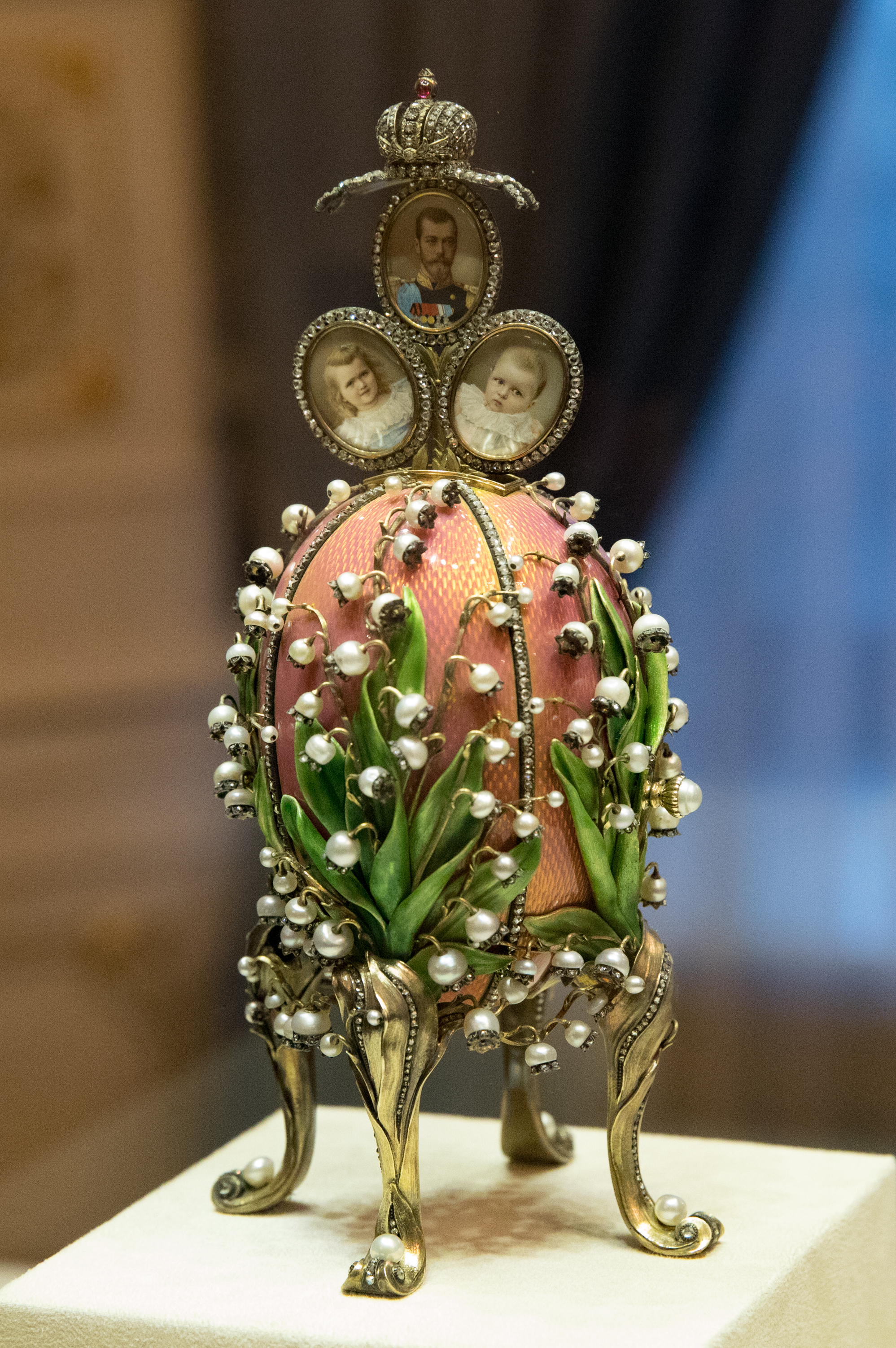
Maiglöckchen-Ei, das 1898 der Kaiserin Alexandra Fjodorowna geschenkte Fabergé-Ei, 1927 von der Antikwariat an den Londoner Juwelier Wartski verkauft

Nach der Februarrevolution 1917 und der Oktoberrevolution betrieben der junge Staat Sowjetrussland und später die Sowjetunion eine Politik der Verstaatlichung von Kulturgütern. Bereits im Februar 1919 beauftragte Leonid Krassin, der Kommissar für Außenhandel, Maxim Gorki mit dem Verkauf beschlagnahmter Antiquitäten und Kunstwerke im Ausland. Betroffen waren die Inventare der Eremitage und weiterer Liegenschaften des kaiserlichen Hofes in Sankt Petersburg und des Schloss Gattschina in der gleichnamigen Stadt, und in geringerem Umfang von Gebäuden in Moskau und anderen russischen Städten. Zahllose Kirchen im Land wurden geplündert, aber auch das Privateigentum von geflohenen, enteigneten oder exekutierten Angehörigen des Adels und des Großbürgertums eingezogen. Zu den kostbarsten verstaatlichten Gütern gehörten wertvolle Gemälde aus Museumsbeständen und Dutzende Fabergé-Eier, die teilweise in neu gegründete oder umgewidmete Museen im Volkseigentum übernommen wurden.
Nach der Oktoberrevolution wurde von den bedeutenden russischen Kulturgütern zunächst nur ein kleiner Teil verkauft. Weniger bedeutende Objekte wurden hingegen tonnenweise in das Ausland verkauft, um für die Industrialisierung der Sowjetunion die nötigen Mittel zu beschaffen. Die wesentlichen Quellen der Exportgüter waren Antiquitätengeschäfte, Pfandleihen, Bankschließfächer, verlassene und geplünderte Immobilien. Erst ab 1926 wurde vermehrt auf Museumsbestände zurückgegriffen. Die Verkäufe wurden im Inland nicht öffentlich erörtert, erregten aber im Ausland großes Medieninteresse. Sie waren in einem derartigen Ausmaß präsent, dass sie 1939 den Rahmen für die Handlung von Ernst Lubitschs US-amerikanischer Filmkomödie Ninotschka mit Greta Garbo in der Titelrolle bilden konnten.

## Gründung und Tätigkeit der Antikwariat

Jan van Eyck, Die Verkündigung, 1930 aus der Eremitage an Andrew W. Mellon verkauft, heute National Gallery of Art in Washington

1925 wurde das Zentralbüro für den Kauf und die Verwertung von Antiquitäten als Abteilung des Volkskommissariats für Handel und Industrie (russisch: Народный комиссариат по делам торговли и промышленности) der Sowjetunion gegründet. Die kurz Antikwariat genannte Institution erlangte rasch eine Monopolstellung für den Außenhandel mit Antiquitäten und verfolgte eine aggressive Vermarktung von Kunstwerken, Antiquitäten und wertvollen Büchern. Seit der Oktoberrevolution als volkseigene Museen betriebene Paläste des Adels wie das Stroganow-Palais, das Anitschkow-Palais und der Jelagin-Palast in Sankt Petersburg wurden liquidiert und ihr Inventar für den Verkauf vorbereitet. 1927 wies die Anikwariat andere Museen an, Objekte ohne musealen Wert aus ihren Beständen abzugeben. Aus diesen Maßnahmen resultierte der Verkauf von Werken der angewandten Kunst, dekorativen Objekten, Möbeln, Geschirr und Silberbestecken überwiegend des 19. und frühen 20. Jahrhunderts aus kaiserlichen und adeligen Haushalten.
Zur Erfüllung des von der Gosplan vorbereiteten und 1927 vom XV. Parteitag der KPdSU verabschiedeten 1. Fünfjahresplans drängte die Regierung auf einen gesteigerten Export von Antiquitäten und Kunstwerken, um an Devisen zu gelangen. Die Antikvariat erhielt durch ein Dekret vom 28. Januar 1928 das Monopol über den Export von Kunst und Antiquitäten. Entsprechend dem Auftrag zur Steigerung der Exporte forderte die Antikwariat von den Museen mehr und bedeutendere Kulturgüter. Die Verkäufe sind nur lückenhaft dokumentiert, doch wird der ab 1928 eingetretene Verlust allgemein als „katastrophal“ bezeichnet. Alleine die Eremitage in Sankt Petersburg musste bis April 1928 Objekte im Wert von 1,3 Millionen Rubel abgeben, das war mehr als ein Jahresbudget. Zwischen März 1928 und Oktober 1933 wurden 24.000 Objekte abgegeben. Darunter befanden sich 2880 Gemälde, alleine 18 von 48 Rembrandts, deren Vermarktung mit dem Schlagwort Rembrandts für Traktoren legitimiert wurde. Etwa 300 Gemälde holländischer Meister mussten an die Antikwariat abgegeben werden. Die historischen Palais der Stadt verloren einen noch größeren Teil ihrer Bestände. Der Widerstand von Museumsdirektoren und Kuratoren gegen den Verkauf ihrer Bestände führte zu zahlreichen Entlassungen und Verhaftungen, so in der Petersburger Eremitage und in der Rüstkammer des Moskauer Kremls. Die Entlassung des Volkskommissars für Bildung der RSFSR, Anatoli Wassiljewitsch Lunatscharski, erfolgte 1929 wegen seiner Kritik an den Vorgängen.
Besonderes Aufsehen erregte im November 1928 die 2000. Jubiläums-Auktion von Rudolph Lepke’s Kunst-Auctions-Haus in Berlin mit einem Erlös von mehr als zwei Millionen Reichsmark. Der Stellenwert dieser Auktion wird auch darin deutlich, dass der Katalog Kunstwerke aus den Beständen Leningrader Museen und Schlösser: Ermitage, Palais Michailoff, Gatschina u. a. von den bedeutenden Kunsthistorikern Wilhelm von Bode und Otto von Falke verfasst wurde. Im Juni 1929 und im Mai 1931 (Sammlung Stroganoff, Leningrad: im Auftrag der Handelsvertretung der Union der Sozialistischen Sowjet-Republiken) folgten weitere bedeutende Auktionen. Lepke’s Kunst-Auctions-Haus war der wichtigste Partner der Antikwariat im Westen und die drei Auktionen wurden von der aufmerksamen Presse als Russenauktionen bezeichnet. Die bei Lepke’s verwerteten Kulturgüter waren überwiegend Werke westeuropäischer Künstler, also kein originär russisches Kulturgut.

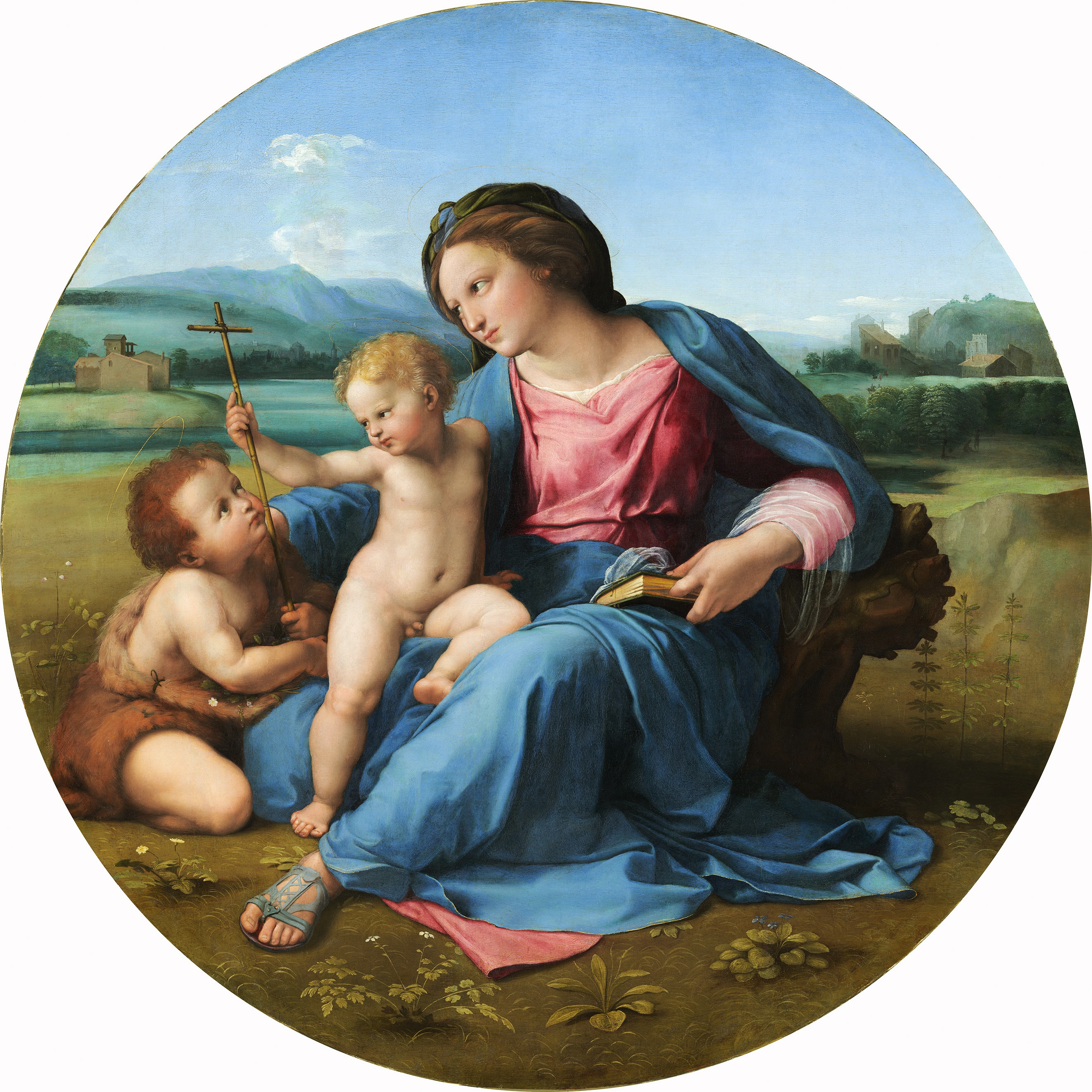
Raffael, Madonna Alba, für 1,7 Millionen US-Dollar an Andrew W. Mellon verkauft, heute National Gallery of Art in Washington

Die Antikwariat hatte bis zu deren Schließung im Jahr 1935 mit der Sowjetischen Handelsvertretung ihre Europazentrale in Berlin. Da die Sowjetunion erst 1933 von den Vereinigten Staaten diplomatisch anerkannt wurde, wurden Geschäfte mit US-amerikanischen Kunden ebenfalls über Berlin abgewickelt. Der bedeutendste Kunde der Antikwariat war der amerikanische Finanzminister Andrew W. Mellon. Mellon kaufte 21 bedeutende Kunstwerke für sieben Millionen US-Dollar, darunter Raffaels Madonna Alba für 1,7 Millionen US-Dollar, Die Verkündigung von Jan van Eyck und fünf Rembrandts. Während die Vermarktung durch westliche Auktionshäuser wiederholt nur unbefriedigende Erlöse brachte, war der unmittelbare Verkauf an zahlungskräftige Sammler für die Antikwariat stets ein einträgliches Geschäft.
1933 verfügte der Kreml ein Ende des Ausverkaufs der Museumsbestände. 1935 fusionierte die Antikwariat mit der Mezhdunarodnaia Kniga, der Organisation für internationalen Buchhandel. 1936 wurden die Torgsin-Geschäfte geschlossen, die ebenfalls mit Antiquitäten handelten. Schließlich verbot die Sowjetunion zum Jahresbeginn 1938 jeglichen Export von Kunst und Antiquitäten, die Antikwariat wurde zum Jahresende 1937 aufgelöst. Ihre Lagerbestände wurden an die Museen zurückgegeben, oft mit weiteren Kunstwerken anderer Herkunft.

## Bemühungen um Restitution

### Eigentümer
Die von den sowjetischen Behörden enteigneten Eigentümer im westlichen Exil haben vielfach versucht, den Verkauf ihres Besitzes in das Ausland auf dem Rechtsweg zu verhindern oder von den sowjetischen Behörden und ihren Kunden im Westen Schadensersatz einzuklagen. Während der Zwischenkriegszeit waren die Verkäufe in den Westen rechtlich und politisch umstritten. Die Kläger unterlagen dennoch regelmäßig vor westeuropäischen Gerichten, da die Sowjetunion diplomatisch anerkannt war und die Enteignungen der früheren Besitzer nach sowjetischem Recht erfolgten und zulässig waren. Mit Beginn des Zweiten Weltkriegs schwand das Interesse an dem Thema völlig und lebte erst in den 1980er Jahren wieder auf.

### Als Nationales Kulturgut
Nach dem Zusammenbruch der Sowjetunion wurde vielfach der Verlust nationalen russischen Kulturerbes beklagt. Mitglieder der neuen russischen Elite versuchen, die in das Ausland verkauften Kulturgüter zurückzuholen. Mehrere Beispiele für solche Bemühungen lieferte der russische Oligarch Wiktor Wekselberg, der mit seiner Link of Times-Stiftung die Rückführung der Glocken des Danilow-Klosters und den Kauf der weltweit größten Sammlung von Fabergé-Eiern und das Fabergé-Museum in Sankt Petersburg finanzierte.